# لارس بوم (بازیگر)
لارس بوم (انگلیسی: Lars Bom؛ زادهٔ ۸ آوریل ۱۹۶۱) بازیگر و صداپیشه اهل دانمارک است.
از فیلم‌ها یا سریال‌های تلویزیونی که وی در آن نقش داشته‌است، می‌توان به فریادی در جنگل، موادفروش، در یک دنیای بهتر و واحد سیار اشاره کرد.